# Veenite
La veenite (simbolo IMA:  Vee) è un minerale molto raro del gruppo della sartorite appartenente alla classe minerale dei "solfuri e solfosali" con composizione chimica Pb2(Sb,As)2S5 e quindi, da un punto di vista chimico, è un solfuro di piombo-arsenico/antimonio. Gli elementi arsenico e antimonio riportati tra parentesi tonde possono rappresentarsi a vicenda nella formula, ma sono sempre nello stesso rapporto con gli altri componenti del minerale (piombo e zolfo).

## Etimologia e storia
La veenite è stata scoperta per la prima volta nella "Taylor Pit" (44.50222°N 77.46639°W) vicino a Huntingdon nella contea di Hastings (nell'Ontario, Canada) e descritta nel 1967 da John Leslie Jambor (1936-2008), che ha chiamato il minerale in onore del geologo e metallografo olandese R.W. van der Veen.

## Classificazione
Nella Sistematica dei lapis (Lapis-Systematik) di Stefan Weiß il minerale è stato assegnato alla classe dei "solfuri e solfosali" e alla sottoclasse dei "solfosali (S : As,Sb,Bi = x)", dove la veenite forma un gruppo indipendente ma senza nome insieme alla dufrénoysite con il sistema nº II/E.18.
La nona edizione della sistematica minerale di Strunz, valida dal 2001 e aggiornata dall'Associazione Mineralogica Internazionale (IMA) fino al 2009, elenca la veenite nella classe "2. Solfuri e solfosali" e nella sottoclasse "2.H Solfosali di archetipo SnS"; questa è ulteriormente suddivisa in base all'eventuale presenza di alcuni metalli, in modo tale che la veenite possa essere trovata nella sezione "2.HC Con solo Pb" dove forma il sistema nº 2.HC.05.d insieme a dufrénoysite, rathite e rathite IV.
Tale classificazione viene mantenuta anche nell'edizione successiva, proseguita dal database "mindat.org" e chiamata Classificazione Strunz-mindat, dove ai minerali già citati si aggiunge l'argentodufrénoysite.
Anche la sistematica dei minerali secondo Dana, che viene utilizzata principalmente nel mondo anglosassone, classifica la veenite nella classe dei "solfuri e solfosali" e lì nella sottoclasse dei "solfosali"; qui è insieme a cosalite e dufrénoysite nel "gruppo della cosalite" con il sistema nº 03.05.09 nell'ambito della suddivisione dei "solfosali con rapporto 2,5 < z/y < 3 e composizione (A+)i(A2+)j[ByCz], A = metalli, B = semimetalli, C = non metalli".

## Abito cristallino
La veenite cristallizza nel sistema monoclino nel gruppo spaziale P21 (gruppo nº 4) con i parametri del reticolo a = 8,429(2) Å, b = 26,069(5) Å, c = 8,962(2) Å e β = 117,447(2)° oltre a 1 unità di formula per cella unitaria.

## Origine e giacitura
Il campione tipo è stato trovato sotto forma di piccole masse, venature e grani sparsi nel marmo. I minerali associati includono arsenopirite, boulangerite, calcite, calcopirite, galena, gratonite, pirite e sfalerite.
Oltre alla sua località tipo, "Taylor Pit" vicino a Huntingdon nell'Ontario, il minerale è stato presso la "Mattabi Mine" nel distretto di Kenora, anch'esso in Canada.
Altri siti sono sparsi per il mondo; per citarne alcuni: la provincia di Huancavelica (Perù); a Temascaltepec (Messico); a Porco (Bolivia); ad Altenahr (Renania-Palatinato, Germania); a Turinsk (Russia).

## Forma in cui si presenta in natura
La veenite sviluppa principalmente aggregati massicci fino a circa due centimetri di dimensione, sviluppatisi in metasedimenti precambriani a contatto con gneiss granitico plutonico, ma raramente anche piccoli prismi isometrici di colore grigio acciaio e lucentezza metallica. Sulla mattonella di prova, la veenite lascia uno striscio nero.